# Danubio (estación)
La estación sencilla Danubio hace parte del sistema de transporte masivo de Bogotá, TransMilenio, inaugurado en el año 2000.

## Ubicación
La estación está ubicada específicamente sobre la Avenida Caracas entre calles 55 y 56 sur, al sur de la penitenciaría nacional de La Picota, y el Batallón de artillería de Usme.

## Origen del nombre
La estación recibe el nombre en alusión directa al barrio homónimo, cercano a la estación. Atiende la demanda de este barrio, La Fiscala, Palermo Sur, La Vega del Bosque, La Paz y Picota Sur.

## Historia
Desde el inicio de la operación de la Troncal Caracas Sur en el año 2001, el tramo localizado entre la estación Molinos y el Portal Usme carecía de carriles exclusivos en su sección vial (aproximadamente 2,8 km). Esta situación, con el paso del tiempo, afectó la operación en términos de velocidad y generó altos índices de accidentalidad, debido principalmente al aumento del tráfico mixto sobre el corredor en los últimos años, al contar solo con dos carriles por sentido.
Con el objetivo de mejorar la movilidad en este tramo, desde 2006, el IDU contaba con diseños definitivos terminados, contratados y realizados con recursos del Convenio Nación-Distrito para la ampliación de la Troncal Caracas. Este proyecto incluía la adición de cuatro nuevos carriles exclusivos y otros cuatro carriles mixtos por sentido, la construcción de una nueva estación alimentadora en Molinos y una nueva estación a la altura de la Calle 56 Sur (Danubio), además de una ciclovía y la adecuación del espacio público. Finalmente, las obras fueron adjudicadas en 2019 y comenzaron en 2021.
La obra tardó más de lo esperado debido a varios problemas, como la logística de la compra de predios y los hallazgos arqueológicos durante las excavaciones. Estas demoras provocaron protestas por parte de la comunidad debido a los retrasos en los plazos de entrega. Finalmente, la estación entró en funcionamiento el 2 de noviembre de 2024.

## Servicios de la estación

### Servicios troncales
| Tipo                                            | Rutas al Norte | Rutas al Sur |
| ----------------------------------------------- | -------------- | ------------ |
| Expresos todos los días todo el día             | B75 K54 M83    | H54 H75 H83  |
| Expresos lunes a viernes todo el día            | C17            | H17          |
| Expresos lunes a viernes hora pico de la mañana | J76            |              |
| Expresos lunes a viernes hora pico de la tarde  |                | H76          |

### Esquema
| ← Norte    |           |           |              |
| Carrera 5F | B75K54    | C17J76M83 | Calle 56 Sur |
|            | Vagón 2   | Vagón 1   |              |
| Carrera 5F | H75H76H83 | H17H54    | Calle 56 Sur |
| Sur →      |           |           |              |

### Servicios urbanos
Así mismo funcionan las siguientes rutas urbanas del SITP en los costados externos a la estación, circulando por los carriles de tráfico mixto sobre la Avenida Caracas, con posibilidad de trasbordo usando la tarjeta TuLlave:
| Código | Sector                         | Dirección           | Rutas                                                        |
| ------ | ------------------------------ | ------------------- | ------------------------------------------------------------ |
| 007A12 | H Escuela de Artillería No. 13 | Av. Caracas - TV 5D | A702A706A708A720B907G530H622H726H728K700K715K721L723 953 E44 |
| 040A11 | H Escuela de Artillería No. 13 | Av. Caracas - TV 5D | H530H622H700H702H706H708H715H720H721H723H726H728H907 953 E44 |

## Ubicación geográfica
| Noroeste: Tunjuelito | Norte: H Molinos   | Nordeste: Rafael Uribe Uribe |
| Oeste: Usme          |                    | Este: Usme                   |
| Suroeste: Usme       | Sur: H Portal Usme | Sureste: Usme                |